# The Fragile
A The Fragile (Halo 14 néven is ismert) a Nine Inch Nails 1999-ben megjelent dupla albuma. A The Fragile a tizennegyedik hivatalos Nine Inch Nails kiadvány és a zenekar negyedik nagyobb kiadványa. A The Downward Spiral c. albumot követően, és a With Teeth c. album előtt született. Az album gazdag zenei anyagában épp úgy helyet kapnak az elektronikus ütemek, mint az ambient zajok, és a súlyos gitárhangzás. Annak ellenére, hogy a The Fragile számos kritikai elismerésben részesült, kereskedelmi szempontból kevésbé volt sikeres, mint a The Downward Spiral. Az albumborítót David Carson tervezte, aki a világ vezető és legbefolyásosabb tervezőinek egyike. A The Fragile albumról származó első kislemez, a „The Day the World Went Away” jó pár hónappal az album előtt jelent meg. A b-oldalas „Starfuckers, Inc.” c. szám is felkerült az album végső változatára, és videóklippel kísért kislemez formájában is megjelent. Ez volt az egyetlen olyan videóklipes kislemez erről az albumról, amely mérsékelt kereskedelmi sikert tudott elérni.

## Az album
Reznor egy 1999-es interjúban így írta le a The Fragile-t: „Van egy átfogó témája az albumnak, a rendszerek összeomlása és a dolgok szétesése, tulajdonképpen. Kitartva az elképzelés mellett, hogy mindennek egy kicsit megtört hangja legyen, húros hangszereket választottam, mert azok természetüktől fogva tökéletlenek. Habár lehet, hogy nem úgy hallatszik, de az album többsége tényleg gitárhangzás – a zenekari hangzásoktól a furcsa dallamvezetésekig. Amikor olyan hangszerekre került sor, amiken nem igazán tudtam, hogy kell játszani – mint az ukulele vagy a slide gitár –, akkor úgy sikerült néhány nagyon érdekes hangzást találnunk, hogy a stúdiót használtunk legfőbb hangszerként.”
Narratíva szempontjából az album a The Downward Spiral (1994) nem hivatalos folytatása. A következőkben Reznor a két album dalszövegekből kibontakozó témáját hasonlítja össze: „Azt akartam, hogy olyan legyen az album hangzása, mintha eleve valami hasadás lenne az egészben, mint amikor valaki azzal küszködik, hogy összeillessze a darabokat. A Downward Spiral a különböző rétegek levetkőzéséről szólt, és a megérkezésről a meztelen, csúf véghez. Ez az album a végnél kezdődik, és megpróbál a káoszból rendet teremteni, de sosem éri el a célt. Ez talán még komorabb album, mert oda érkezik vissza, ahonnan elindult – ugyanaz az érzelem tér vissza.” Az album a “Somewhat Damaged” (jelentése: kicsit károsultan) c. dallal indul, és a “Ripe [With Decay]” (jelentése: érett – romlottan) c. dallal zárul.” 

## Kiadások
- Nothing Records / Interscope Records 0694904732 – CD
- Nothing Records / Interscope Records 0694904731 – 12" Vinyl
- Nothing Records / Interscope Records 0694904734 – Kazetta

## Számlista
Az összes dal szerzője Trent Reznor, a kivételek jelölve.

### CD verzió

#### "Bal" lemez
1. "Somewhat Damaged" (Trent Reznor/Danny Lohner) – 4:31
2. "The Day the World Went Away" – 4:33
3. "The Frail" – 1:54
4. "The Wretched" – 5:25
5. "We're in This Together" – 7:16
6. "The Fragile" – 4:35
7. "Just Like You Imagined" – 3:49
8. "Even Deeper" (Trent Reznor/Danny Lohner) – 5:47
9. "Pilgrimage" – 3:31
10. "No, You Don't" – 3:35
11. "La Mer" – 4:37
12. "The Great Below" – 5:17

#### "Jobb" lemez
1. "The Way Out Is Through" (Trent Reznor/Keith Hillebrandt/Charlie Clouser) – 4:17
2. "Into the Void" – 4:49
3. "Where Is Everybody?" – 5:40
4. "The Mark Has Been Made" – 5:15
5. "Please" – 3:30
6. "Starfuckers, Inc." (Trent Reznor/Charlie Clouser) – 5:00
7. "Complication" – 2:30
8. "I'm Looking Forward to Joining You, Finally" – 4:13
9. "The Big Come Down" – 4:12
10. "Underneath It All" – 2:46
11. "Ripe (With Decay)" – 6:34

### Vinyl verzió

#### Egyes lemez
1. "Somewhat Damaged" (Trent Reznor/Danny Lohner) – 4:31
2. "The Day the World Went Away" – 5:01
3. "The Frail" – 1:54
4. "The Wretched" – 5:36
5. "We're in This Together" – 7:17
6. "The Fragile" – 4:35
7. "Just Like You Imagined" – 3:49
8. "Even Deeper" (Trent Reznor/Danny Lohner) – 6:14

#### Kettes lemez
1. "Pilgrimage" – 3:41
2. "No, You Don't" – 3:35
3. "La Mer" – 5:02
4. "The Great Below" – 5:17
5. "The Way Out Is Through" (Trent Reznor/Keith Hillebrandt/Charlie Clouser) – 4:17
6. "Into the Void" – 4:49
7. "Where Is Everybody?" – 5:40
8. "The Mark Has Been Made" – 4:43

#### Hármas lemez
1. "10 Miles High" – 5:13
2. "Please" – 3:30
3. "Starfuckers, Inc." (Trent Reznor/Charlie Clouser) – 5:00
4. "Complication" – 2:30
5. "The New Flesh" – 3:40
6. "I'm Looking Forward to Joining You, Finally" – 4:20
7. "The Big Come Down" – 4:12
8. "Underneath It All" – 2:46
9. "Ripe" – 5:15

### Kazetta verzió

#### Egyes szalag
1. "Somewhat Damaged" (Trent Reznor/Danny Lohner) – 4:31
2. "The Day the World Went Away" – 4:33
3. "The Frail" – 1:54
4. "The Wretched" – 5:25
5. "We're in This Together" – 7:16
6. "The Fragile" – 4:35
7. "Just Like You Imagined" – 3:49
8. "Even Deeper" (Trent Reznor/Danny Lohner) – 5:47
9. "Pilgrimage" – 3:31
10. "No, You Don't" – 3:35
11. "La Mer" – 4:37
12. "The Great Below" – 5:17

#### Kettes szalag
1. "The Way Out Is Through" (Trent Reznor/Keith Hillebrandt/Charlie Clouser) – 4:17
2. "Into the Void" – 4:49
3. "Where Is Everybody?" – 5:40
4. "The Mark Has Been Made" – 5:15
5. "Please (+appendage)" – 6:19
6. "Starfuckers, Inc." (Trent Reznor/Charlie Clouser) – 5:00
7. "Complication" – 2:30
8. "I'm Looking Forward to Joining You, Finally" – 4:13
9. "The Big Come Down" – 4:12
10. "Underneath It All" – 2:46
11. "Ripe (With Decay)" – 6:34

## Közreműködők
- Steve Albini – hangmérnök
- Tom Baker – mastering
- Adrian Belew – gitárok ("Just Like You Imagined", "The Great Below", "Where Is Everybody?")
- Heather Bennet – háttérvokál
- Paul Bradley – programozás
- Buddha Boys Choir – énekkar, kórus, ének
- Buddha Debutante Choir – háttérvokál
- Di Coleman – háttérvokál
- Charlie Clouser – programozás, atmoszféra, szintetizátorok
- Melissa Daigle – háttérvokál
- Paul DeCarli – programozás
- Jerome Dillon – dobok ("We're In This Together")
- Dr. Dre – keverőasszisztens ("Even Deeper")
- Bob Ezrin – albumfelépítésért felelős asszisztens
- Mike Garson – zongora ("Just Like You Imagined", "The Way Out Is Through" és "Ripe (With Decay)")
- Page Hamilton – gitár ("No, You Don't")
- Tracy Hardin – háttérvokál
- Leo Herrera – hangmérnök
- Keith Hillebrandt – programozás, énekkar, kórus, hangzásterv
- Danny Lohner – dob programozás, ambiance, szintetizátorok, gitár
- Clint Mansell – énekkar, kórus
- Alan Moulder – producer, hangmérnök, keverés
- Dave Ogilvie – hangmérnök
- Brian Pollack – hangmérnök
- Trent Reznor – ének, gitárok, cselló, zongora, szintetizátorok, programozás, producer
- Elquine Rice – háttérvokál
- Terry Rice – háttérvokál
- Bill Rieflin – dobok ("La Mer")
- Barbara Wilson – háttérvokál
- Leslie Wilson – háttérvokál
- Steve Duda – programozás, énekkar, kórus, ütősök, hegedű
- Eric Edmonson – énekkar, kórus
- Cherry Holly – trombita
- Doug Idleman – énekkar, kórus
- Marcus London – énekkar, kórus
- Denise Milfrot – ének ("La Mer")
- Judy Miller – háttérvokál
- Gary I. Neal – háttérvokál
- Christine Parrish – háttérvokál
- Adam Persaud – énekkar, kórus
- Martha Prevost – ének
- M. Gabriela Rivas – háttérvokál
- Nick Scott – énekkar, kórus
- Rodney Sulton – háttérvokál
- Stefani Taylor – háttérvokál
- Nigel Wiesehan – énekkar, kórus
- Willie – cselló
- Martha Wood – háttérvokál

## Listás helyezések

### Album
| Év   | Lista               | Helyezés |
| ---- | ------------------- | -------- |
| 1999 | The Billboard 200   | #1       |
| 1999 | Top Canadian Albums | #2       |
| 1999 | Top Internet Albums | #1       |
| 2000 | The Billboard 200   | #1       |

### Kislemezek
| Év   | Kislemez                      | Lista                  | Helyezés |
| ---- | ----------------------------- | ---------------------- | -------- |
| 1999 | "The Day the World Went Away" | The Billboard Hot 100  | #17      |
| 1999 | "The Day the World Went Away" | Canadian Singles Chart | #1       |
| 1999 | "We're In This Together"      | Modern Rock Tracks     | #11      |
| 1999 | "We're In This Together"      | Mainstream Rock Tracks | #21      |
| 1999 | "Starfuckers, Inc."           | Modern Rock Tracks     | #39      |
| 2000 | "Into The Void"               | Modern Rock Tracks     | #11      |
| 2000 | "Into The Void"               | Mainstream Rock Tracks | #27      |
| 2000 | "Into The Void"               | Canadian Singles Chart | #4       |

## Külső hivatkozások
- nin.com
- Halo 14 dalszövegek